# باشگاه فوتبال هادلی یونایتد
باشگاه فوتبال هادلی یونایتد (به انگلیسی: Hadleigh United Football Club) یک باشگاه فوتبال در شهر هادلی، سوفاک، کشور انگلستان است که در سال ۱۸۹۲ میلادی تأسیس شده‌است.